# Francesco Negri (protestante)
Francesco Negri, possibile pseudonimo di Francesco Buonamonte; in lingua latina: Franciscus Nigrus (Bassano del Grappa, 1500 – Pińczów, 1563), è stato un umanista, letterato e teologo italiano; dapprima monaco benedettino, nel 1525 aderì alla Riforma protestante.

## Biografia
Francesco Negri nacque in una famiglia aristocratica di Bassano. Lo studioso dei movimenti ereticali rinascimentale Delio Cantimori, nella voce sull'Enciclopedia Italiana del 1934, afferma che Francesco Negri si chiamava in origine Francesco Buonamonte; tale dato non è presente nella corrispondente voce redatta da Lucio Biasiori per il Dizionario Biografico degli Italiani nel 2013. Biasiori aggiunge tuttavia che la madre, Dorotea Chiaromonte, discendeva da una nobile famiglia vicentina. Nella seconda metà del XVIII secolo, l'erudito bassanese Giambattista Verci affermava che i genitori di Francesco si chiamavano Cristoforo Negri e Dorotea Buonamente, nobile vicentina. Francesco ricevette comunque una buona educazione umanistica.
Nel 1517 entrò, con il nome di "Fra Simeone", nel monastero di San Benedetto in Polirone. Successivamente risiedette in altri due centri della congregazione benedettina (Santa Giustina a Padova e San Giorgio Maggiore a Venezia). I centri benedettini erano nel XVI secolo culturalmente avanzati, ma anche permeabili alle novità religiose d'Oltralpe. Nel 1525 fra Simeone recò in Germania e aderì alla Riforma; in quell'occasione avrebbe assunto il cognome "Negri". Il Verci afferma che a spingerlo alla fuga in Germania sia stato un delitto passionale.
Francesco Negri si recò dapprima ad Augusta; successivamente, dopo il 1529, si recò a Strasburgo, dove sposò Cunegonda Fessi e si impiegò come tessitore. Non tralasciò tuttavia gli studi umanistici. Durante il soggiorno a Strasburgo tradusse infatti in lingua latina il Commentario delle cose de' Turchi di Paolo Giovio; avrebbe iniziato a tradurre i Discorsi sopra la prima Deca di Tito Livio del Machiavelli, interrotta per dedicarsi alla sua opera principale, la Tragedia del libero arbitrio.
Dopo un breve soggiorno in Italia (nel 1530), tornò a Strasburgo per trasferirsi poi a Chiavenna, nei Grigioni nel 1538. A Chivenna aprì una scuola e scrisse le sue opere più importanti: una grammatica latina (Rudimenta grammaticae), un'epitome delle Metamorfosi di Ovidio (Ovidiane Metamorphoseos Epitome), il poema in esametri Rhetia e soprattutto la Tragedia del libero arbitrio. Si trovò in difficoltà con i protestanti elvetici durante lo scontro dottrinario fra Camillo Renato e Agostino Mainardi (Negri parteggiò per il primo) e per i contatti con Pietro Paolo Vergerio, suo amico e di cui Negri tradusse alcune opere (De Gregorio papa e l'Apologia). Come molti altri esuli italiani pertanto nel 1562 si trasferì a Pińczów, in Polonia, assieme al figlio Giorgio. E qui morì di peste l'anno successivo, mentre progettava di tornare a Chiavenna per ricongiungersi alla moglie e agli altri due figli.
Negli anni Sessanta del Cinquecento, alcuni operai di Mapello andarono a lavorare a Forlì, portando con sé la sua tragedia sul Libero arbitrio. Il che procurò loro l'accusa di eresia, da cui si liberarono abiurando il 26 ottobre 1567.

## Opere
- Turcicarum rerum commentarius Pauli Iouii episcopi Nucerini ad Carolum V imperatorem Augustum: ex Italico Latinus factus, Francisco Nigro Bassianate interprete. Origo Turcici imperij. Vitae omnium Turcicorum imperatorum. Ordo ac disciplina Turcicae militiae exactissime conscripta, eodem Paulo Iouio autore, Argentorati: ecxudebat Vendelinus Rihelius, 1537 (Argentorati: per Vendelinum Rihelium, mense Septembri, 1537)
- Rudimenta grammaticae, ex auctoribus collecta, 1541
- Ovidianae metamorphoseos epitome per Franciscum Nigrum bassianatem collecta. Ad Gubertum Salicem iurisconsultum. Sanctarum interpres longe doctissime legum gloria non patrij parua Guberte soli, haec patiare precor tibi qualiacunque dicari scripta tui, quamuis candidus ipse, Nigri, Tiguri: excudebat Froschouerus, 1542
- Tragedia di Francesco Negri Bassanese intitolata, Libero arbitrio, Basilea: Johann Oporinus, 1546
- Rhetia, siue de situ & moribus Rhetorum: Francisco Nigro Bassanensi autore, Basileae (Basileae: ex officina Ioannis Oporini, 1547 mense Ianuario)
- Breuissima somma della dottrina christiana recitata da vn fanciullo. In domanda, et in risposta. Per Francesco Negro bassanese (ediz. stampata probabilmente a Basilea da Johnn. Oporinus intorno al 1550)
- De Fanini Faventini, ac Dominici Bassanensis morte, Qui nuper ob Christum in Italia Rom. Pon. iussu impie occisi sunt, Brevis Historia, Francisco Nigro Bassanensi authore, [Poschiavo?]: [Dolfino Landolfi?], 1550
- Ein warhaffte geschicht von zweyen herrlichen menneren Fanino von Fauentia vnd Dominico von Basana die auss geheyss Bapsts Julij dess dritten von wegen dess Heiligen Euangelions newlich in Italia getödt vnnd gemarteret sind. Durch Franciscum Nigrum von Basana in Italia in Latin beschriben vnnd yetz in Tütsch bracht, Getruckt zü Bern: by Matthis Biener, 1552
- Francisci Nigri bassanensis Canones grammaticales, siue latina syntaxis, in puerorum vsus e bonis autoribus collecta, a pluribus prioris impressionis erroribus repurgata, & nonnullis quidem in locis auctior, nonnullis vero etiam imminutior facta, per Ambrosium Ballistam, Pesclavii: apud Dolphinum Landolphum, 1555
- Liberum arbitrium, tragoedia Francisci Nigri Bassanensis, Nunc primum ad ipso authore latine scripta & edita, Geneva: apud Joannem Crispinum, 1559